# Carl Brühl
Carl-Bernhard Brühl (5. května 1820 Praha – 14. srpna 1899 Graz) byl rakouský lékař a anatom známý pro svou práci v oblasti komparativní osteologie. Byl též pedagog a bojovník za práva žen. Jeho pohled na vztah mezi mužem a ženou je nejzřetelněji vyjádřen v Brühlově přednášce z roku 1893.

## Život
Brühl maturoval v Praze a poté odešel studovat medicínu do Vídně (1841-47). V březnových dnech 1848 pozvedl svůj hlas ve prospěch lidu a požadoval svobodu vyučování a učení na univerzitě.Studoval medicínu ve Vídni, později strávil několik let jako praktický lékař. V roce 1857 byl jmenován profesorem zootomie a srovnávací anatomie v Krakově. V roce 1861 se stal profesorem zootomie ve Vídni, kde byl v roce 1863 jmenován ředitelem zootomického ústavu.
Ve Vídni vedl zdarma populárně-vědecké přednášky, což byla v té době téměř nevídaná praxe. Jeho přednášky byly dostupné i posluchačkám, což vyvolalo v akademických kruzích rozruch. Sigmund Freud ve své autobiografické studii z roku 1925 zmínil, že to bylo právě slyšení Brühlova čtení Goethova „Die Natur“, které ho přesvědčilo, aby vstoupil na lékařskou fakultu.

## Dílo (výběr)
- Die Methode des osteologischen Details : dargestellt am Karpfen-skelette, 1845
- Anfangsgründe der vergleichenden Anatomie aller Thierklassen, zum Selbststudium, 1847
- Zur Kenntniss des Orang-Kopfes und der Orangarten, 1856
- Das Skelet der Krokodilinen : dargestellt in zwanzig Tafeln zur Erleichterung des Selbststudiums, sammtlich nach der Natur gezeichnet, in Zink gestochen und erläutert, 1862
- Zootomie aller Thierklassen für Lernende, nach Autopsien, skizzirt, 1874
- Zur osteologie der knochenfische. Nach materialien aus dem pariser pflanzengarten, 1887